# 41e Groupe-brigade du Canada
Le 41e Groupe-brigade du Canada ou 41e GBC (en anglais : 41 Canadian Brigade Group ou 41 CBG) est composé de toutes les unités du Commandement de la Force terrestre de la Première réserve des Forces canadiennes (FC) situées en Alberta dans le Secteur de l'Ouest de la Force terrestre (SOFT), ainsi que d'une unité à Yellowknife, dans les Territoires du Nord-Ouest. Le quartier général (QG) du groupe-brigade est situé à Calgary, en Alberta. Le groupe-brigade emploie environ 1 200 soldats dans différentes unités, la majorité à Calgary et à Edmonton.

## Unités du41eGroupe-brigade du Canada

### The King's Own Calgary Regiment
The King's Own Calgary Regiment, littéralement « Le régiment de Calgary du Roi », est un régiment blindé de la réserve basé au manège militaire Mewata à Calgary au sud de l'Alberta. Le régiment est formé en 1910 sous le nom de Calgary Rifles (103 rd Regiment), puis adopte son nom actuel en 1958. Aujourd'hui, le régiment opère en tant qu'escadron de reconnaissance blindée. Il sert sous la structure protocolaire du Royal Canadian Armoured Corps. Le régiment possède également une unité de musiciens appelé le The King's Own Calgary Regimental Band.

### The South Alberta Light Horse
The South Alberta Light Horse, littéralement « La Cavalerie légère du Sud de l'Alberta », est un régiment blindé de la réserve composé de deux escadrons, l'un basé au côté du quartier-général régimentaire à Edmonton, et l'autre à Medicine Hat. Fondé en 1885, il participe à plusieurs conflits dont la Première Guerre mondiale et la Seconde Guerre mondiale. Plus récemment, en 2006, il envoie 17 soldats en Afghanistan. Depuis 2004, le régiment a pour rôle la reconnaissance blindée, et à ce titre opère des véhicules comme le G-Wagen et le Coyote.

### The Loyal Edmonton Regiment (4thBattalion, Princess Patricia's Canadian Light Infantry)
The Loyal Edmonton Regiment, littéralement « Le Régiment loyal d'Edmonton », est un régiment d'infanterie de la réserve, basé au manège militaire Brigadier James Curry Jefferson à Edmonton au centre de l'Alberta. Il est le seul bataillon de réserve affilié au Princess Patricia's Canadian Light Infantry, les trois autres étant des unités de la force régulière. Le régiment est aujourd'hui employé dans le rôle d'infanterie légère et possède également une unité de musicien appelé le The Loyal Edmonton Regimental Band.

### 41eBataillon des services du Canada
Le 41e Bataillon des services du Canada est une unité de soutien au combat qui assure le transport, l'approvisionnement et l'entretien à toutes les unités de la brigade dans des conditions de combat. Il est situé à Calgary et Edmonton
En outre, le bataillon fournit un grand nombre de soldats comme renfort à la Force régulière pour les tâches opérationnelles en Afghanistan et en Haïti.